# 朱璣
朱璣（1448年—1520年），字文瑞，號恒斋，雲南蒙化衛軍籍直隸永平府灤州人，明朝政治人物。

## 生平
成化十六年（1480年）庚子科雲南鄉試第三十名舉人。成化二十三年（1487年）中式丁未科會試第三百四十九名，三甲第二百零七名進士。历官南京大理寺右寺正，弘治十二年（1499年）四月升四川按察司佥事，十八年二月升贵州副使，正德五年（1510年）四月升贵州布政司左参政，六年七月升本省按察使，八年四月以病致仕。

## 家族
曾祖朱德林；祖父朱成；父朱旺，前母鍾氏；母張氏。永感下。兄禎、祥。弟瑛。